# Pseudagenius testaceipennis
Pseudagenius testaceipennis är en skalbaggsart som beskrevs av Heller 1923. Pseudagenius testaceipennis ingår i släktet Pseudagenius och familjen Cetoniidae. Inga underarter finns listade i Catalogue of Life.